# Brigadas del Día Prometido
Las Brigadas del Día Prometido (en árabe: لواء اليوم الموعود ) originalmente fueron llamadas "Los Resistentes" (en árabe: المقاومون) fueron una organización chiita y un grupo insurgente que operaba en Irak durante la invasión estadounidense.
En 2010, era uno de los mayores y más poderosos grupos de operaciones especiales en Irak. El grupo fue creado como el sucesor del Ejército del Mahdí del clérigo Muqtada al-Sadr, que era la mayor milicia chiita hasta su disolución en 2008, otros grupos de operaciones especiales se unieron a las brigadas. Sadr anteriormente había hablado sobre la creación de una unidad de guerrilla que continuaría con las actividades armadas del Ejército del Mahdí, pero en noviembre de 2008 nombró a la organización cuando declaró la creación de las Brigadas del Día Prometido. Sus actividades se incrementaron particularmente desde mayo de 2009. El nombre del grupo es una referencia a un término alternativo para referirse al Día del Juicio Islámico. El grupo presuntamente recibe apoyo del gobierno de Irán. La represión imperialista contra el grupo, a finales de 2009, llevó al arresto de 18 de sus miembros incluyendo entre ellos a varios de sus comandantes. 
En noviembre de 2009, el líder del grupo en la ciudad de Basora fue arrestado en Al-Amarah. En octubre de 2009, las Brigadas del Día Prometido lucharon una batalla contra un grupo rival, la Fuerza Especial de Asaib Al-Haq, ambos grupos lucharon por el control de Sadr City. Las brigadas del Día Prometido finalmente ganaron la batalla y destruyeron la casa de Abdul Hadi Al-Darraji, el líder del grupo rival. 
Desde entonces, las brigadas han sido el grupo insurgente iraquí más poderoso y tienen su principal bastión en el barrio de Sadr City, en Bagdad, los insurgentes han incrementado sus actividades allí. En julio de 2010, el General Ray Odierno dijo que Irán apoyaba a tres grupos chiitas en Irak, y que estos grupos habían intentado atacar las bases estadounidenses: Los oficiales estadounidenses creen que de entre estos tres grupos insurgentes, las Brigadas del Día Prometido representan la mayor amenaza para la seguridad de las fuerzas de ocupación estadounidenses desplegadas en Irak. Las brigadas son aliadas del grupo chiita Kataeb Hezbolá.